# 帕累托法则

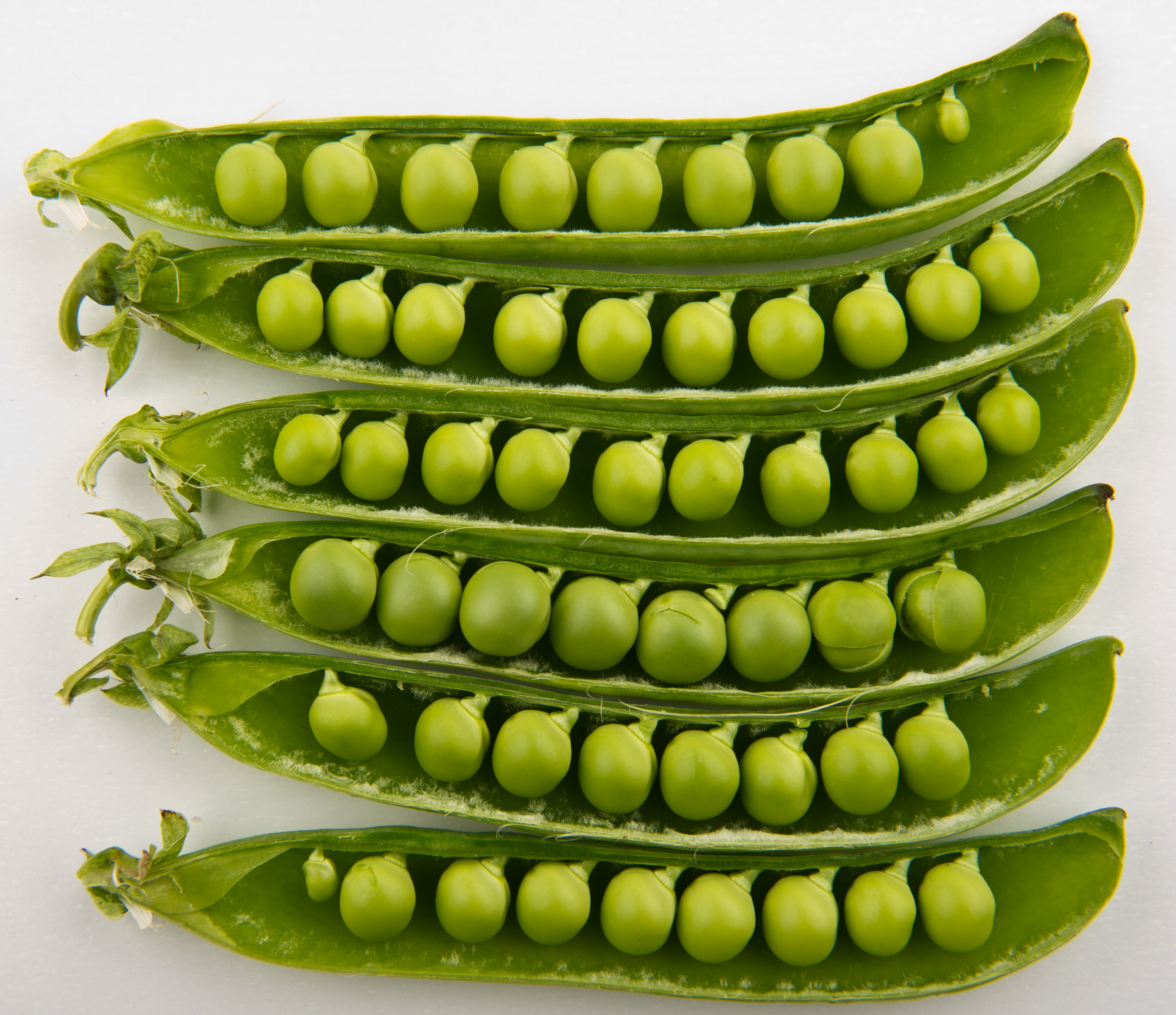
少数的豌豆树在他的花园中生产的大部分豌豆。

帕累托法则（英语：Pareto principle，或稱80/20法则、关键少数法则、八二法則（二八法則）、巴萊多定律）指出，约仅有20%的因素影響80%的結果。也就是说：所有变因中，最重要的仅有20%，虽然剩余的80%占了多数，影響的幅度却远低于「关键的少数」。管理咨询約瑟夫·朱蘭首先提出该原则。此一80/20的概念是義大利经济学家维尔弗雷多·帕累托在洛桑大學发现的，并于他的第一篇文章《政治经济学》中说明了该现象，例如：義大利约有80％的土地由20％的人口所有、80%的豌豆产量来自20%的植株等等。
该原则在现今企业管理中广泛运用。例如，“80％的销售额来自20％的客户”。理查德·科赫（Richard Koch）撰写了一本“80/20”原则，展示了帕累托原则在企业管理和生活中的实际应用。
在数学上，80/20规则大体上跟随着一组特定参数的冪定律分布（也称帕累托分布），许多自然现象也呈现如此分布。

## 经济学
帕累托原来的观察与人口和财富有关，后来他注意到，意大利约有80％的土地由20％的人口所有。之后，他调查了其他国家。令人惊讶的是，类似的分布在其他国家也出现了。許多產品的市場被約三個寡頭壟斷。
1992年的“联合国开发计划署报告”将这个不平等现象用非常明显和易于理解的形式记录了下来，即所谓的“香槟杯”效应其中显示全球收入分配非常不平衡，全球最富有的20％的人口控制着世界收入的82.7％。
| 五分之一人口 | 收入   |
| ------------ | ------ |
| 最富有 20%   | 82.70% |
| 第二 20%     | 11.75% |
| 第三 20%     | 2.30%  |
| 第四 20%     | 1.85%  |
| 第五 20%     | 1.40%  |

## 科学
一个理论所做出的预测越多，其中一些是廉价可测试的机会就越大。现有理论的修改使得新的独特预测减少了许多，增加了少量预测将难以测试的风险。

## 软件
在计算机科学，帕累托原理可以应用于优化工作。微软指出，通过修复报告最多的错误的前20％，给定系统中80％的相关错误将被消除。Lowell Arthur曾提過：「20％的代码有80％的错误，只要找到它们並修复即可。」
在軟體負載測试中，通常的做法是估计80％的流量将在总时间段的特定20％内发生。

## 运动
帕累托原则已经适用于训练，其中大约20％的练习和习惯有80％的影响，受训者不应该专注于多种训练。这并不一定意味着吃得健康或去健身房并不重要，只是他们没有重要的习惯那么重要。

## 职业健康和安全
職業安全专业人员使用帕累托原则强调危害优先级的重要性。假设20％的危害占80％的嚴重度，并且通过对危害进行分类，安全专业人员可以针对造成80％嚴重度事故的20％危害。或者，如果以随机顺序解决危险，则安全专业人员更有可能修复仅占剩余20％嚴重度的一部分的80％的危害之一。
除了确保有效的事故预防做法外，帕累托原则还确保以经济秩序来解决风险，因为该技术确保所用的资源最适合用于防止大多数事故。

## 其他应用
在工程控制理论，如机电能量转换器，80/20原理适用于优化工作。
少数人的规则，可以在下注中看到，据说有了20％的努力，可以匹配80％的投注者的准确率。
在系统科学学科，Epstein和Axtell为经济中每个代理人定义的个人行为规则，从個體為主社會建模方法创建了一个名为SugarScape的去中心式系統模型。财富分配和帕累托的80/20原则在其结果中突然出现，这表明原则是这些个人规则的集体后果。
帕累托原理在质量控制中有很多应用，它是帕累托图的基础, 帕累托图是用于全面品质管理和六標準差技术的关键工具之一。帕累托原则作为时间管理和XYZ分析的基准，广泛用于物流和采购，以优化货物库存，以及保持和补充该库存的成本。
在美国的医疗保健中，有20％的患者被发现使用80％的医疗保健资源。參考數學筆記條目
一些超級傳播者符合帕累托法则，其中约20％的感染个体对80％的传播负责，尽管超级扩散仍然可以说是超级扩张器占较高的传播或更低的传输百分比。在超扩散的流行病，大多数个体感染，来自相对较少的次要接触。
达尼丁研究发现犯罪的80％来自于20％的罪犯。这个统计数字用于支持停止和制止政策和破窗效应警务，因为捕获那些犯有轻微罪行的罪犯，很可能会消除许多罪犯（或通常会犯更重罪的罪犯）。

## 数学笔记
这个想法在很多地方都有经验法则，但它通常被误用。例如，仅仅因为符合80％的案例，就是为了解决问题“符合80/20规则”是错误的; 也必须解决所有情况所需的资源的20％。此外，80/20规则滥用在少数类别或观察资料。
例如在前面提及的，在美國，20%的患者佔用了80%的醫療，但仔細思考真實情況，疾病是有重症輕症之分，即是佔用80%醫療的人，或許有可能是病情較重，另外也需考慮美國的醫療費昂貴，是怎麼樣的病況會使美國人去就醫等問題，在這些考慮之下，82法則所提供的數字並不具任何意義，這觀念可能使部分的閱讀人，不經考慮而對這個情況產生誤解。
这是帕累托分布更广泛的特殊情况。如果作为表征帕累托分布的参数之一的帕累托指数 α, α = log45 ≈  1.16， 那么有80％的效应来自20％的原因。
因此，还有80％的前80％的效果来自前20％的原因的20％等等。80％的80％是64％; 20％的20％是4％，所以这意味着“64/4”的法律; 同样意味着“51.2 / 0.8”的法律。类似地，对于底部80％的原因和底部的20％的影响，底部80％的底部80％只占其余20％的20％。这与世界人口/财富表大致相符，其中60％以下的人拥有财富的5.5％，接近64/4的连接。
64/4相关性也意味着4％至64％之间的32％“公平”面积，其中前20％（16％）的80％下降80％（上升20％）（下降了16％）涉及相应的上下底部效应（32％）。这也大致符合上述世界人口表，其中第二个20％控制了12％的财富，而最高的20％（可能）控制了16％的财富
术语80/20只是工作中一般原则的简写。在个别情况下，分配也可以说，比较接近80/10或80/30。没有必要将这两个数字加起来，因为它们是不同的东西的度量（例如，“客户数”与“花费的数量”）相加。但是，每种情况下不超过100％，相当于他们所做的一样。例如，如上所述，“64/4法”（其中两个数字不包括100％）相当于“80/20法”（其中它们加起来为100％）。因此，独立地指定两个百分比不会导致比通过指定较大的分配得到更广泛的分布，并且使较小的分布相对于100％是其补码。从而，
加起来最多可以达到100个对称性。例如，如果80％的效应来自前20％的来源，则其余20％的效果来自较低的80％的来源。这称为“联合比例”，可用于衡量不平衡程度：96：4的联合比例非常不平衡，80:20显着不平衡（基尼系数: 60%), 70:30适度不平衡（基尼指数为40％），而55:45则略有不平衡。
帕累托原则是"冪定律" 关系的例证，这种关系也发生在火山和地震等现象。因为它是相似的在宽范围的幅度，它产生的结果从完全不同的 正态分布的现象。罕见极端（或灾难性）事件的出现概率若呈现幂律分布，则可能比其他常见模型（例如高斯分布或指数分布）所预测的概率高出数个数量级。 这个事实解释了复杂金融工具的频繁崩溃，这是以假设高斯关系适用于例如股价走势为前提的。

## 平等措施

### 基尼系数和胡佛指数
使用 "A : B" 表示法 (例如, 0.8:0.2) 中 A + B = 1，收入不平等度量，例如基尼系数 (G) 和所述 胡佛指数 (H) 可被计算。在这种情况下，两者都是一样的。
{\displaystyle H=G=|2A-1|=|1-2B|\,}
{\displaystyle A:B=\left({\frac {1+H}{2}}\right):\left({\frac {1-H}{2}}\right)}

### Theil 指数
在戴尔指数 用于量化不等式熵度量。对于50:50的分布，度量为0，在帕累托分布为82:18时达到1。较高的不平等程度产生高于1的Theil指数。
{\displaystyle T_{T}=T_{L}=T_{s}=2H\,\operatorname {artanh} (H).\,}

## 进一步阅读
- Bookstein, Abraham, , Journal of the American Society for Information Science, 1990, 41 (5): 368–375, doi:10.1002/(SICI)1097-4571(199007)41:5<368::AID-ASI8>3.0.CO;2-C
- Klass, O. S.; Biham, O.; Levy, M.; Malcai, O.; Soloman, S., , Economics Letters, 2006, 90 (2): 290–295, doi:10.1016/j.econlet.2005.08.020
- Koch, R., , London: Nicholas Brealey Publishing, 2001  [2017-10-22], （原始内容存档于2013-08-12）
- Koch, R., , London: Nicholas Brealey Publishing, 2004, ISBN 1-85788-331-4
- Reed, W. J., , Economics Letters, 2001, 74 (1): 15–19, doi:10.1016/S0165-1765(01)00524-9
- Rosen, K. T.; Resnick, M., , Journal of Urban Economics, 1980, 8 (2): 165–186, doi:10.1016/0094-1190(80)90043-1
- Rushton, A.; Oxley, J.; Croucher, P.,  2nd, London: Kogan Page, 2000, ISBN 978-0-7494-3365-9.